# Самир Ујкани
Самир Ујкани (алб. Samir Ujkani; 5. јул 1988) албански је бивши фудбалер са Косова и Метохије који је играо на позицији голмана.
Претходно је од 2008. до 2013. представљао Албанију.